# Palicourea abbreviata
Palicourea abbreviata är en måreväxtart som beskrevs av Henry Hurd Rusby. Palicourea abbreviata ingår i släktet Palicourea och familjen måreväxter. Inga underarter finns listade i Catalogue of Life.